# جيمس رايت (لاعب كرة قدم أمريكية)
جيمس رايت (بالإنجليزية: James Wright)‏ هو لاعب كرة قدم أمريكية أمريكي، ولد في 1 سبتمبر 1956 في فورت هود في الولايات المتحدة.

## وصلات خارجية
- جيمس رايت على موقع مرجع كرة القدم المحترفة.كوم (الإنجليزية)